# China Online Centre
El China Online Centre (en chino tradicional, 中國網絡中心) es un rascacielos situado en la zona Wan Chai de Hong Kong. La torre se alza 201 metros y 52 plantas de altura. Su construcción terminó en el año 2000. Su diseño corrió a cargo del estudio de arquitectura Rocco Design Limited y fue desarrollado por Jaffe Development. El China Online Centre, que es el 59.º edificio más alto de Hong Kong, tiene un uso principal de oficinas. Su superficie por planta es de 16 000 m².